# Bundelkhand
|  | Aquest article tracta sobre regió del Bundelkhand. Si cerqueu l'agència d'estats tributaris protegits, vegeu «Agència del Bundelkhand». |

Bundelkhand és una regió de l'Índia generalment considerada entre el riu Yamuna al nord, el Chambal al nord i oest, la regió del Baghelkhand a l'est, i les antigues divisions britàniques de Jabalpur i Sagar (avui a Madhya Pradesh) al sud. Sota domini britànic (1803-1947) el formaven els districtes següents (tots part del govern de les Províncies del Nord-oest, després Províncies Unides d'Agra i Oudh):
- Districte d'Hamirpur
- Districte de Jalaun
- Districte de Jhansi
- Districte de Banda
- Districte de Lalitpur (n'era considerat part el 1881 però no el 1901)

A més a més en formaven part els estats tributaris protegits amb tractat d'Orchha, Datia i Samthar i un nombre d'estats sota sanad:
- Ajaigarh
- Alipura
- Hasht-Bhaiya
  - Dhurwai
  - Bijna
  - Tori-Fatehpur
  - Pahari Binka
- Baraunda
- Baoni
- Beri
- Bihat
- Bijawar
- Charkari
- Els Chaubis de Kalinjar
  - Paldeo
  - Pahra
  - Taraon
  - Bhaisaunda
  - Kamta-Rajaula
- Chhatarpur (també esmentat com Chhattarpur)
- Garrauli
- Gaurihar
- Jaso
- Jigni
- Khaniadhana
- Lughasi
- Naigawan
- Ribdi
- Panna
- Belhari
- Sarila

El Bundelkhand és principalment una sèrie de planes alterades per alguns grups de muntanyes.

## Història
Segons la tradició els gonds eren el primitius pobladors de la regió, fins que foren substituïts pels rajputs chandela.
La dinastia dels chandela fou iniciada per Chandra Varma o Nanika (Nannuka), fundador de la dinastia (probablement el segle ix); el quart raja, Rahila (vers 890-910) va estendre els seus dominis a Mahoba i altres llocs; Dhanga (950-999) va deixar les primeres inscripcions, fou el més poderós dels primers reis chandeles; va ajudar a Jaipal de Lahore en la seva invasió fracassada de Gazni el 978, i fou reconegut gran senyor per molts caps i reietons de l'Índia del centre, sud i orient (cosa que sembla exagerada).
Ganda (999-1025) esmentat com a Nanda Rai a les cròniques musulmanes, va ajudar altre cop a Jaipal de Lahore ara contra Mahmud de Gazni. Segons l'historiador Ferishta, el 1021 el raja Nanda Rai va organitzar un exèrcit de 36000 cavallers i 45000 infants (i 640 elefants) contra Mahmud de Gazni, i va matar el rei de Kanauj (1021) però finalment va haver de fer un pacte amb Mahmud el 1023, al qual va oferir valuosos regals; llavors dominava 14 fortaleses; Kirtti Varna, 11è rei (1049-1100) va adquirir (per conquesta del seu fill Sallakshana) el regne de Chedi (Kosala del sud), on va derrotar a Kama, i fou el primer rei que va emetre monedes copiades dels reis de Chedi. El quinzè rei fou Madan Varma (1130-1165) que va estendre els seus dominis i va sotmetre altre cop el regne de Chedi que s'havia independitzat; la seva conquesta de Gujarat sembla llegendària.
El va succeir Paramardi Deva o Parmal (1165-1203), que va conquerir el Bundelkhand el 1182 però fou derrotat el 1883 per Prithwi Raja d'Ajmer i Delhi i va rebre un segon cop el 1203 quan Kutb al-Din Aybak va saquejar el país. La tradició atribueix la pèrdua del regne per Parmal a l'incompliment de les condicions en les que el tenia: no beure vi, no matar bramans, no fer casaments impropis, i preservar el nom de Varma. El domini chandela anava entre el Dhasan a l'oest, el naixement del Ken al sud, el Yamuna al nord i les muntanyes Vindhya a l'est (ocasionalment es va estendre a l'est fins al Betwa) amb Kalinjar, Khajuraho, Mahoba i Ajaigarh com a principals fortaleses; el país s'anomenava Jejakabhukti. La identificació del regne amb el Chi-ki-to, descrit pel peregrí xinès Hiuen Tsiang (segle vii), situat al nord-est d'Ujjain, és dubtosa.
Després de la conquesta musulmana els chandeles van passar a ser rages locals; el país fou dominat per un temps pels mewatis (primera meitat del segle xiii) i després pels bhars. El 1428 el rei Dalaki-wa-Malaki, que regnava de Kara a Kalinjar, fou sotmès pels musulmans; els bhars haurien estat expulsats pels musulmans i substituïts pels khangars, antics vassalls dels chandeles.
Al segle xiv els bundeles, una subdivisió de la tribu garhwa dels rajputs, es van establir a la dreta del riu Jamuna, sembla que primer a Mau (no identificada), i després van conquerir Kalinjar i Kalpi, establint la seva capital a Mahoni. La tradició els fa descendents de Pancham, un garhwar que va intentar sacrificar-se ell mateix, però el seu origen real és obscur. La seva conquesta se situa entre avançat el segle xiv o començament del XV. La seva expansió els va enfrontar als musulmans. El 1507 Rudra Pratap va esdevenir cap dels bundela i hauria estat nomenat governador de la regió per Baber. Els seus fills són ancestres de la principals famílies bundeles. El 1531 Raja Rudra Pratap va fundar la ciutat d'Orchha i va estendre el seu regne; els bundeles van esdevenir el grup més important dels que vivien a l'oest del Jamuna i el país fou començar a ser anomenat com Bundelkhand.
El 1545 Sher Shah Suri va envair el Bundelkhand i va morir assetjant Kalinjar. Kirat Singh, el darrer raja chandela fou executat per Islam Shah quan va conquerir el fort. Però no va tardar a caure altre cop en mans dels bundeles fins que el 1569 va caure en poder d'Akbar el Gran. Els bundeles s'havien dividit però encara estaven en disposició de fer front als imperials als que de moment romanien sotmesos.
Bir Singh Deo, rebesnet del fundador d'Orchha, va molestar a Akbar per planificar l'assassinat d'Abul Fazl a instigació del príncep Selim (després emperador Jahangir); va tornar al favor imperial en el regnat de Jahangir però es va revoltar contra Shah Jahan i el seu domini fou confiscat. La part central del país fou governada pel cap bundela, Champat Rai, de Mahoba, que es va fer fort a la part muntanyosa propera al Betwa i va atacar als musulmans amb tàctiques de guerrilla. Havia donat suport a la revolta de Bir Singh Deo i ara atacava a les forces imperials entre Agra i Allahabad, i al Dècan; finalment va acceptar passar al servei de l'emperador i va obtenir la pargana de Kunch a Jalaun; en compensació per l'assistència donada a Aurangzeb a la batalla de Samogarh va rebre altres territoris, però quan va perdre el favor imperial fou assassinat per alguns parents de la seva dona.
El fill de Champat Rai, Chhatar Sal (Chhatarsal), va seguir la carrera del pare amb força èxit i fou escollit com a cap suprem dels bundeles, es va apoderar de la part occidental del Bundelkhand iniciant la conquesta dels forts fins a Panna; va expulsar els seus enemics arreu i es va limitar a emboscades a les tropes imperials amb les que va evitar cap xoc decisiu i a les que va derrotar en diversos xocs parcials. Es va apoderar de Kalinjar que va declarar la seva capital. El 1707 a la mort d'Aurangzeb fou confirmat per Shah Alam Bahadur (Bahadur Shah I 1707-1712) en totes les seves possessions. El 1723 Ahmad Khan Bangash, el governador afganès (nawab) de Malwa amb seu a Farrukhabad, va rebre orde de sotmetre als bundeles; el 1727 es va traslladar a Allahabad i va començar a atacar Bundelkhand que va assolar.
El 1729, sota la pressió d'Ahmad Khan Bangash, Chhatar Sal va haver de demanar ajut als marathes; Baji Rao va aprofitar l'ocasió per establir-se a la zona; va sorprendre i derrotar a Ahmad Khan (que va poder escapar al darrer moment però va haver de prometre no retornar) i va rescatar al raja bundela d'una situació perillosa.
A la mort de Chhatar Sal el 1734, i en agraïment als marathes, va llegar al peshwa una fortalesa i territori a la rodalia, prop de Jhansi, i un terç del Bundelkhand oriental amb Jalaun mentre la resta fou dividit entre els seus diversos hereus (i es van fraccionar en diversos principats entre aquestos, principats als que es van afegir alguns sorgits de revoltes i altres concedits a servidors); el peshwa va cedir el seu terç a un feudatari braman, Kasi Pandit, amb un tribut moderat; els descendents de Kasi van conservar el territori fins a l'extinció de la línia que va passar als britànics d'acord amb la doctrina del lapse. Els territori maratha fou ampliat el 1747 per tractat. Jhansi (ciutat) i la resta del territori fou arrabassada pel peshwa al raja d'Orchha, i concedida com a subadar a una nissaga que la va posseir en endavant fins al segle xix.
El 1767 tropes marathes van ajudar a Shuja al-Daula d'Oudh en la seva fracassada lluita contra els britànics; aquestos van entrar al Bundelkhand per primer cop el 1776 quan es va acabar la guerra amb els marathes, en virtut del tractat de Purandhar, però no hi van restar. Els bundeles llavors es van poder lliurar del poder maratha. Les lluites contínues entre els petits prínceps van afavorir a Ali Bahadur, net de Baji Rao amb una concubina musulmana, que estava enfrontat a Madhuji Sindhia, del qual abans havia dirigit les tropes, que va poder prendre peu al país i després d'una llarga lluita (1790-1802) va aconseguir imposar la seva autoritat sobre la major part del Bundelkhand; va trobar forta resistència a Kalinjar, en el setge de quina ciutat Ali Bahadur va morir el 1802 quan ja havia signat un acord amb la cort maratha de Poona, pel qual Ali Bahadur governaria la regió reconeixent la sobirania i drets del peshwa. A la mort d'Ali una secta local dirigida espiritual i militarment per Raja Himmat Bahadur, que l'havia ajudat en la conquesta, va donar suport a Shamsher Bahadur, fill d'Ali, que estava absent (era a Poona) en aquell moment.
Al darrer dia de l'any 1802 els britànics van obtenir un tractat favorable amb el peshwa (tractat de Bassein), que donava als britànics territoris que després foren bescanviats per part dels territoris marathes al Bundelkhand; al tractat es van oposar la major part dels caps marathes. Quan els britànics van insistir en el compliment del tractat va esclatar la guerra iniciada per l'ofensiva de Sindhia i el raja de Berar amb suport d'Holkar; a Shamsher Bahadur, que ja havia agafat el poder com a successor d'Ali Bahadur, se li va encarregar una incursió des del Bundelkhand a territori britànic (districtes de Mirzapur i Benarés), però Himmat Bahadur veia perillar els seus interessos personals i va retirar el suport a la causa maratha i es va passar als britànics.
En un acord amb aquestos li fou concedit en jagir una part del territori del Bundelkhand (entre Allahabad i Kalpi) amb renda de 20 lakhs de rúpies, a canvi de mantenir un cos de tropes al servei del govern britànic. El territori d'Himmat que era més del doble de gran que el de Shamsher Bahadur, va retornar als britànics a la mort d'Himmat però els seus familiars van rebre jagirs menors i pensions. Shamsher Bahadur, derrotat pel coronel Powell (ajudat per Himmat) que va ocupar Kalpi, va veure finalment reconeguda la possessió de Banda (amb títol de nawab) amb un subsidi de 4 lakhs de rúpies, perdent tots els seus altres territoris. Kalinjar fou ocupada el 1812. Shamsher va morir el 1823 i el va succeir el seu germà Zulfikar Ali; el següent raja de Banda, Ali Bahadur II, es va unir a la revolta de 1857 i va perdre el subsidi i fou assignat a residència vigilada a Indore on va morir el 1873 i una pensió de 120 lliures fou concedida a la família. La resta dels territoris cedits pel peshwa al tractat de Bassein i exclòs el territori cedit a Himmat, donaven una renda de 14 lakhs de rúpies. A l'extinció de la independència dels peshwes el 1818, els seus drets sobirans al Bundelkhand van passar als britànics.
Entre 1818 i 1880 es van extingir o foren confiscats i van passar als britànics els estats següents:
- Jalaun, extingit el 1840
- Jhansi, extingit el 1853
- Jaitpur, extingit el 1849
- Khaddi, extingit
- Chirgaon (un dels jagirs Hashtbhaya), confiscat
- Purwa (un dels Chaubis de Kalinjar, és a dir una de les porcions governades per la família dels Chaubis al districte de Kalinjar), confiscat
- Bijeraghogarh, confiscat
- Tiroha, confiscat
- Shahgarh, confiscat el 1857
- Banpur, confiscat el 1857 (havia estat reclamat per Gwalior que el reclamava com a part de les conquestes del districte de Chanderi del 1831, si bé la reclamació no fou admesa, però el 1860 fou entregat a Gwalior per tractat particular signat aquest any).

La ciutat de Jhansi, que des de 1860 formava part del domini de Sindhia de Gwalior, fou bescanviada amb aquest per la fortalesa de Gwalior i Morar el 1886.
La població del Bundelkhand britànic era de 2.693.000 habitants el 1891 i 2.456.000 el 1901 (descens degut a la fam del 1895-1896 i a l'epidèmia de còlera que va seguir).